# جيمي ارين
جيمي ارين هو كاتب أغاني ومغني كندي، ولد في 8 أبريل 1961.

## وصلات خارجية
- الموقع الرسمي
- جيمي ارين على موقع ميوزك برينز (الإنجليزية)
- جيمي ارين على موقع ديسكوغز (الإنجليزية)